# Небінська печера
Небінська, Громатушенська печера (рос. Небинская, Громатушенская) — печера на Алтаї, Алтайський край, Росія.  Загальна протяжність — 180 м. Глибина печери — 30 м, амплітуда висот — 30 м; загальна площа — N/A м²; об'єм — N/A м³.  Печера відноситься до Західноалтайської області Алтайської провінції Алтай-Саянської спелеологічної країни. Кадастровий номер 5113/8306-1.